# Дмитрієва Маргарита Степанівна
Маргарита Степанівна Дмитрієва (1927, м. Мінусінськ, Красноярський край, РРСФР, СРСР — 2014, м. Одеса, Україна) — радянський і український філософ, професор.

## Біографія
Маргарита Степанівна Дмитрієва народилася 24 вересня 1927 року в м. Мінусінськ  Красноярського краю РРФСР.
В 1949 році закінчила філологічний факультет Краснодарського педагогічного інституту, а в 1952 році — аспірантуру Московського державного університету ім. М. В. Ломоносова.
В 1953 році захистила дисертацію «Питання класифікації висновків в працях російських логіків ХІХ століття» й здобула науковий ступінь кандидата філософських наук. В 1990 році в Московському державному педагогічному інституті ім. В. І. Леніна захистила докторську дисертацію «Соціальне управління в соціалістичному суспільстві». Присвоєно вчене звання професора.
В 1953—1978 роках працювала у вищих навчальних закладах Новосибірську, Кишинева. З 1978 року працювала доцентом, професором кафедри політичної історії і філософії Одеського державного педагогічного інституту імені К. Д. Ушинського. В 1992—2013 роках була професором кафедри філософії та соціології Південноукраїнського національного педагогічного університету імені К. Д. Ушинського.
Була членом 2 спеціалізований Вчених рад із захисту дисертацій  за спеціальностями «діалектика і методологія», «соціальна філософія і філософія історії» (в Південноукраїнському педагогічному університеті імені К. Д. Ушинського та Одеському національному університеті імені І. І. Мечникова).
Померла 19 листопада 2014 року в м. Одеса.

## Наукова діяльність
Наукові інтереси та напрями дослідницької діяльності: комплексне дослідження управління та самоорганізації в соціумі, методологічна розробка та застосування діяльнісного підходу, рефлексія над інноваціями в науці, освіті та менеджменті, останні роки — синергетична проблематика.
Ініціатор та автор методичних розробок з програмованого контролю з оцінки знань студентів щодо покращання навчального процесу на всіх рівнях: підготовка лекцій, удосконалення навчальних планів, розробка моделі спеціаліста. Укладач програм спецкурсів «Вступ до спеціальності та наукові основи розумової праці студентів», «Управління в діяльності вчителя», а також моделі спеціаліста «Філософ у школі».
Автор понад 200 опублікованих праць. Підготувала 1 доктора та 19 кандидатів наук.

## Праці
- Управление учебным процессом в высшей школе /М. С. Дмитриева. – Новосибирск: НЭТИ, 1971. – 180 с.
- Историческое сознание общества и подготовка учителя истории / М. С. Дмитриева.// Повышение эффективности подготовки учителей истории без отрыва от производства: Сборник докладов и сообщений Всесоюзной научно-методической конференции.  – Одесса, 1992. –  С. 78 - 84.
- Самосознание в деятельности субъекта истории / М. С. Дмитриева.// Філософія. Менталітет. Освіта: Матеріали міжнародної науково - теоретичної конференції. –  Одеса, 1995. –  С. 56 - 58.
- Введение в специальность менеджера : учебник / М. С. Дмитриева, А. А. Дмитриев. – Одесса : Консалтинг, 1996. – 162 с.
- Рожденный веком на века / М. С. Дмитриева // Перспективи. – 2011. – № 2 (48). – С. 205 - 210.
- Отклик на зов времени: М. Н. Верников / М. С. Дмитриева. // Посвящения Марату : сборник статей / Одесский национальный университет им. И.И. Мечникова,– Одесса : Печатный дом, 2012. – С. 22 - 27.
- Институционализация в ракурсе социальной философии и социологии / М. С. Дмитриева// Наукове пізнання: Методологія та технологія. – 2014. – № 1 (32). – С. 56 – 62.

## Нагороди
- Медалі «За доблесну працю, В ознаменування 100-річчя з дня народження Володимира Ілліча Леніна»,, «Ветеран праці».